# Ciclone Dominic (2009)
O ciclone tropical Dominic (designação do JTWC: 10S; conhecido simplesmente como ciclone Dominic) foi um ciclone tropical que atingiu a costa do noroeste da Austrália no final de janeiro de 2009. Sendo o oitavo ciclone tropical e o quarto sistema tropical dotado de nome da temporada de ciclones na região da Austrália de 2008-2009, Dominic formou-se de uma área de perturbações meteorológicas em 24 de janeiro, sobre o norte do estado australiano da Austrália Ocidental. Seguindo para oeste, o sistema logo alcançou as águas quentes do Oceano Índico e começou a se organizar. Durante as primeiras horas (UTC) de 25 de janeiro, o Centro de Aviso de Ciclone Tropical (CACT) de Perth, Austrália, classificou o sistema como uma baixa tropical, e para um ciclone tropical pleno no dia seguinte, atribuindo-lhe o nome "Dominic". Sob condições meteorológicas favoráveis, Dominic continuou a se intensificar assim que seguia para sudoeste e para sul, e atingiu seu pico de intensidade durante aquela noite (UTC), com ventos máximos sustentados de 85 km/h. Logo em seguida, Dominic atingiu a costa da região de Pilbara, Austrália Ocidental, durante o seu pico de intensidade. A partir de então, Dominic começou a se enfraquecer rapidamente sobre terra, e foi desclassificado para uma baixa tropical remanescente e emitiu seu aviso final sobre o sistema em 28 de janeiro. O Joint Typhoon Warning Center (JTWC) já tinha emitido seu aviso final sobre Dominic no dia anterior.
Dominic causou apenas pequenos danos em cidades costeiras do noroeste da Austrália. A cidade mais afetada foi Onslow, onde residências foram destelhadas. Uma fatalidade indireta foi relatada em Port Hedland, quando um trabalhador desmontava uma grua como medida preparativa para a chegada do ciclone.

## História meteorológica

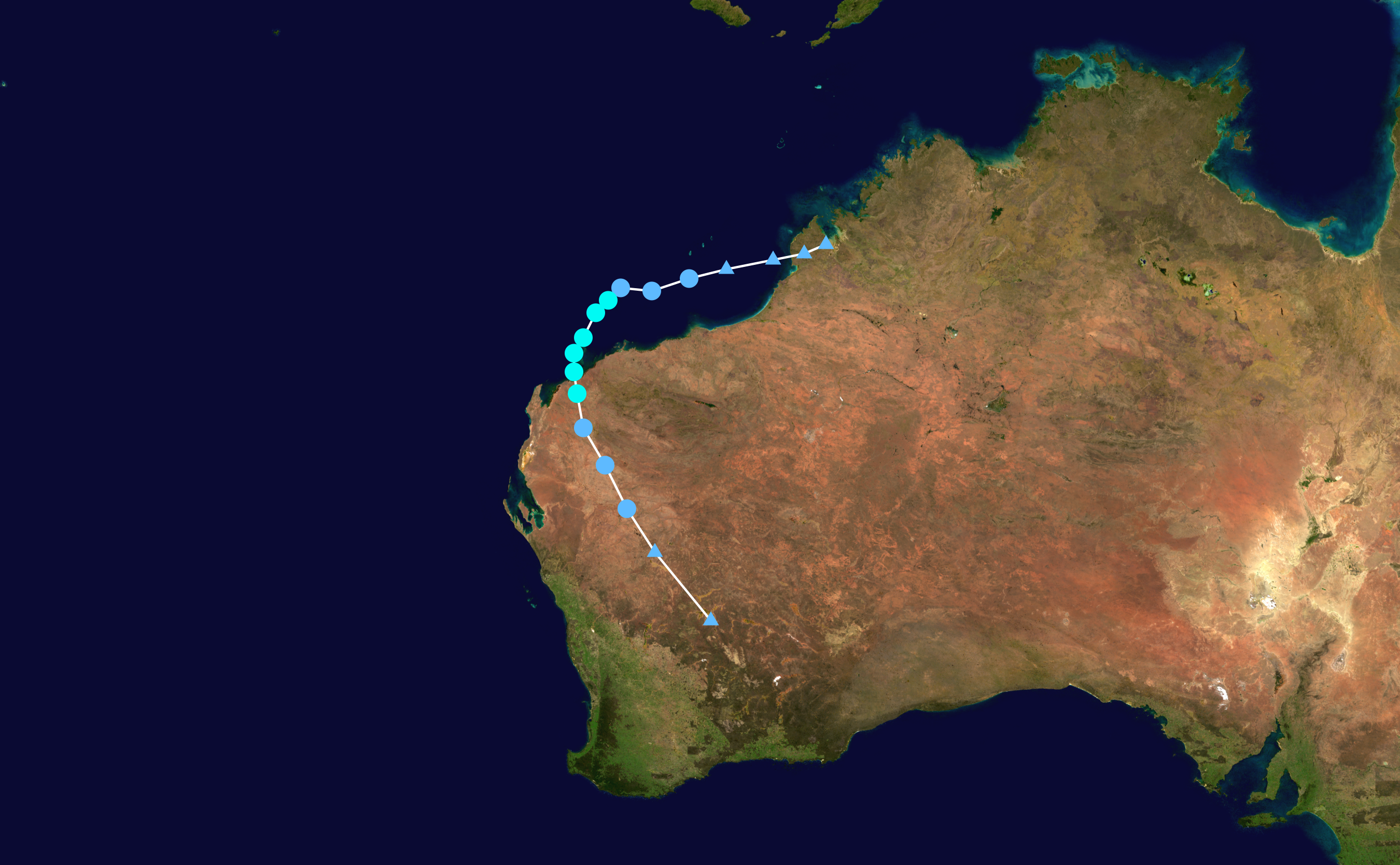
O caminho de Dominic

Dominic formou-se de uma área de perturbações meteorológicas que começou a mostrar sinais de organização em 24 de janeiro ainda sobre terra, sobre o norte da região de Pilbara, no estado da Austrália Ocidental. Seguindo para oeste, a perturbação logo alcançou as águas quentes do Oceano Índico. Inicialmente, o sistema apresentava apenas uma fraca circulação ciclônica de baixos níveis, acompanhado por áreas de convecção profunda fragmentadas. O Centro de Aviso de Ciclone Tropical de Perth notou a tendência de organização da perturbação e a classificou para uma baixa tropical durante as primeiras horas (UTC) de 25 de janeiro. A partir de então, o sistema começou a se organizar rapidamente sob condições meteorológicas bastante favoráveis, tais como o baixo cisalhamento do vento, temperatura da superfície do mar perto do ideal e bons fluxos de saída. As condições meteorológicas bastante favoráveis permitiram a rápida consolidação de seu centro ciclônico de baixos níveis, e assim que novas áreas de convecção profunda se formaram em associação à perturbação, o Joint Typhoon Warning Center (JTWC) emitiu um Alerta de Formação de Ciclone Tropical (AFCT) sobre o sistema ainda naquela madrugada, o que significava que o sistema poderia se tornar um ciclone tropical significativo dentro de um período de 12 a 24 horas. Ainda naquela tarde (UTC), o sistema já apresentava organização suficiente para ser declarado como um ciclone tropical significativo pelo JTWC, que lhe atribuiu a designação "10S".

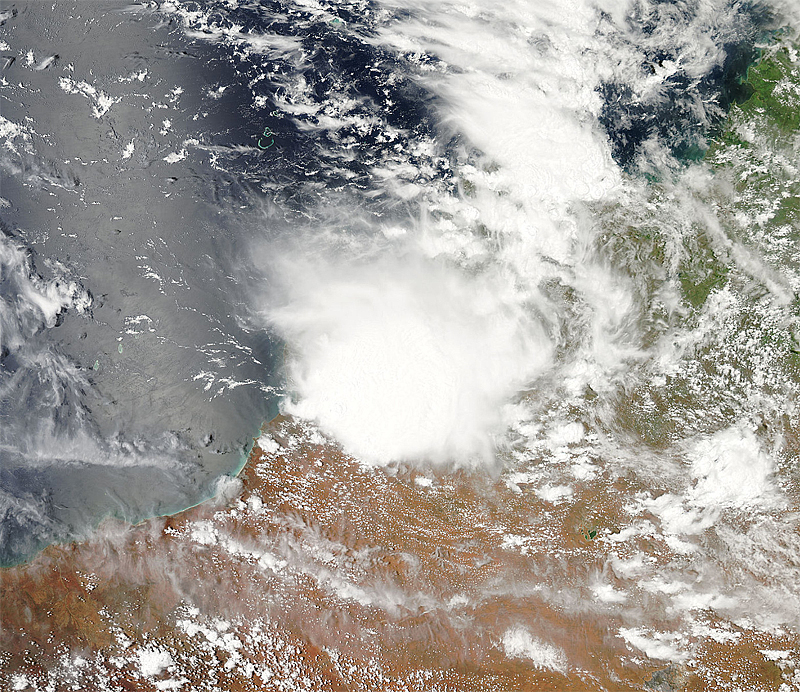
A baixa tropical predecessora de Dominic em 23 de janeiro

O sistema continuou a se intensificar durante o restante daquele dia. Durante a madrugada (UTC) de 26 de janeiro, o CACT de Perth classificou o sistema para um ciclone tropical pleno, e lhe atribuiu o nome Dominic. Seguindo para sudoeste através da periferia noroeste de uma alta subtropical localizada sobre a Austrália, Dominic continuou a se intensificar gradualmente, e foi classificado pelo CACT de Perth para um ciclone de categoria 2 na escala australiana ainda naquela tarde. A partir de então, Dominic começou a seguir mais para o sul, respondendo à chegada de um cavado de altos níveis que começou a enfraquecer a alta subtropical que guiava o ciclone. As condições meteorológicas favoráveis persistiram até aquela noite (UTC), quando Dominic atingiu seu pico de intensidade, com ventos máximos sustentados de 85 km/h.

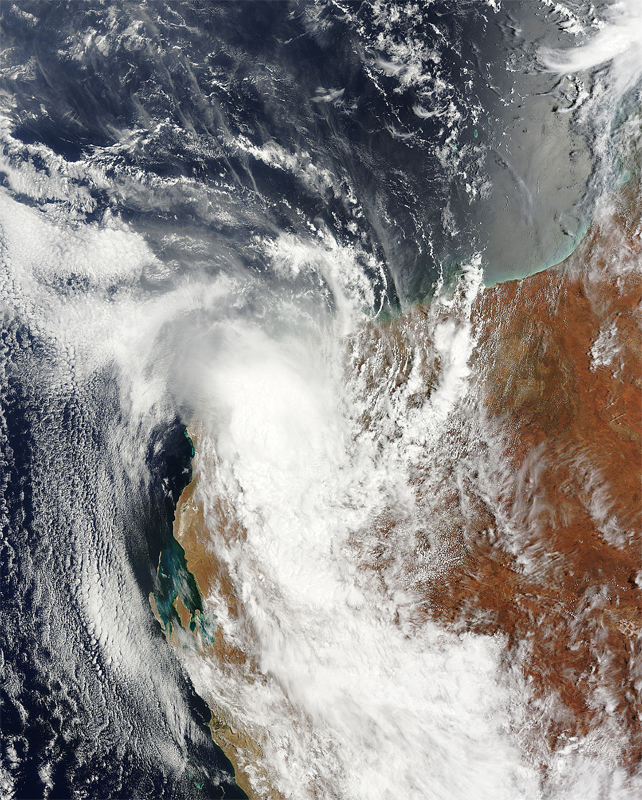
O ciclone Dominic sobre a Austrália em 27 de janeiro

A tendência de intensificação de Dominic começou a ser interrompida ainda na noite (UTC) de 26 de janeiro, quando a circulação ciclônica de baixos níveis começou a interagir com a costa da região de Pilbara, Austrália Ocidental. Dominic fez landfall por volta das 22:00 (UTC) daquele dia, perto da cidade de Onslow, Austrália, durante seu pico de intensidade. A partir de então, o ciclone começou a se enfraquecer rapidamente sobre terra. Com isso, o JTWC emitiu seu aviso final sobre o sistema durante a madrugada (UTC) de 27 de janeiro, enquanto que o CACTC de Perth desclassificou Dominic para um ciclone de categoria 1 na escala australiana praticamente ao mesmo tempo. Seguindo para sul-sudeste, Dominic continuou a se enfraquecer rapidamente sobre terra, e o CACT de Perth o desclassificou para uma baixa tropical remanescente ainda naquela manhã (UTC) e também emitiu seu aviso final sobre o sistema.

## Preparativos e impactos
Assim que a baixa tropical predecessora de Dominic formou-se ao largo da costa noroeste da Austrália, o Centro de Aviso de Ciclone Tropical (CACT) de Perth, controlado pela Bureau of Meteorologia, o serviço meteorológico oficial do governo da Austrália, emitiu um alerta de ciclone para a costa da região de Pilbara, Austrália Ocidental, entre as cidades de Wickham e Exmouth.
Os danos provocados pelo ciclone na Austrália foram mínimos e mais limitados na cidade de Onslow, localidade próxima do exato ponto de onde o ciclone cruzou a costa. A cidade recebeu chuvas torrenciais associadas ao ciclone; uma estação meteorológica localizada na região registrou mais de 238 mm de chuva, além de rajadas de vento de até 130 km/h, durante a passagem de Dominic. Os prejuízos materiais em Onslow causados por Dominic foram limitados a queda de postes e a destelhamentos de algumas residências, com destaque para a biblioteca da cidade, que ficou totalmente destelhada. No entanto, nenhuma vítima grave associada aos efeitos de Dominic foi relatada na cidade. Porém, em Port Hedland, mais a nordeste de Onslow, uma fatalidade ocorreu quando um operário estava desmontando uma grua na qual trabalhava, seguindo medidas preventivas para a chegada do ciclone na região.